# Klejs Sogn
Klejs Sogn er et sogn i Hedensted Provsti (Haderslev Stift).
Klejs Kirke blev i 1909 indviet som filialkirke til Rårup Kirke. Klejs blev så et kirkedistrikt i Rårup Sogn, som hørte til Bjerre Herred i Vejle Amt. Rårup sognekommune inkl. kirkedistriktet blev ved kommunalreformen i 1970 indlemmet i Juelsminde Kommune, der ved strukturreformen i 2007 indgik i Hedensted Kommune.
Da kirkedistrikterne blev afskaffet 1. oktober 2010, blev Klejs Kirkedistrikt udskilt som det selvstændige Klejs Sogn.
Stednavne, se Rårup Sogn.